# Sayan Mukherjee
Sayan Mukherjee (* 8. März 1971 in Kolkata, Indien; † 31. März 2025 in Leipzig) war ein Mathematiker, Statistiker und Informatiker. Zuletzt hatte er eine Humboldt-Professur für Künstliche Intelligenz an der Universität Leipzig inne.

## Leben
Mukherjee wurde in Indien geboren, wuchs zunächst in Frankreich und Kanada auf und verbrachte seine Schullaufbahn in den USA. 1992 schloss er sein Grundstudium in Elektrotechnik an der Princeton University in New Jersey ab und studierte danach am Los Alamos National Laboratory in New Mexico und der Columbia University in New York City mit Abschluss Master of Science in Angewandter Physik und Mathematik. Er promovierte 2001 am Massachusetts Institute of Technology in Cambridge im Bereich Neuro- und Kognitionswissenschaften. Im Anschluss arbeitete er gefördert mit einem Sloan Research Fellowship am nahegelegenen Broad Institute.
Ab 2004 forschte Mukherjee an der Duke University in North Carolina, ab 2015 als ordentlicher Professor für Mathematik, angewandte Statistik und Informatik. 2011 war er ein Jahr Gastwissenschaftler in Chicago.
Nach Vermittlung des Chemikers und gebürtigen Leipzigers Jens Meiler (* 1974), der bereits eine Humboldt-Professur innehatte, zogen Sayan Mukherjee und seine Ehefrau, die Entwicklungsanthropologin und Genetikerin Jenny Tung, 2022 mit ihrem gemeinsamen Sohn nach Deutschland. Sie wurde Direktorin am Max-Planck-Institut für evolutionäre Anthropologie und er erhielt ebenfalls eine Humboldt-Professur am Nationalen Kompetenzzentrum für Skalierbare Datenanalyse und künstliche Intelligenz der Universität Leipzig. Außerdem wurde er Mitglied des Max-Planck-Instituts für Mathematik in den Naturwissenschaften.
Mukherjees Spezialgebiet war topologische Datenanalyse. Er wollte mit der Auswertung biologischer Daten neue Wege in der Präzisionsmedizin eröffnen.
2025 starb Mukherjee unerwartet mit 54 Jahren in Leipzig. Wenige Wochen später fand an der Duke University eine Gedenkzeremonie inklusive Video-Übertragung statt.

## Auszeichnungen
- 2008: Young Researcher Award (englisch für Nachwuchswissenschaftlerpreis) der International Indian Statistical Association
- 2018: Mitgliedschaft im Institute of Mathematical Statistics
- 2022: Humboldt-Professur